# Sarchí Sur
Sarchí Sur es un distrito del cantón de Sarchí, en la provincia de Alajuela, de Costa Rica.

## Geografía
Sarchí Sur cuenta con un área de 6,35 km² y una altitud media de 967 m s. n. m.

## Demografía
Para el año 2022, Sarchí Sur cuenta con una población estimada de 5761 habitantes, y para el último censo efectuado, en 2011, Sarchí Sur contaba con una población de 5143 habitantes.

## Localidades
- Barrios: Bajo Trapiche, Ranera.
- Poblados: Alto Castro, Coopeoctava, Ratoncillal, Rincón de Alpízar, Rincón de Ulate, San Miguel.

## Transporte

### Carreteras
Al distrito lo atraviesan las siguientes rutas nacionales de carretera:
- Ruta nacional 118
- Ruta nacional 708